# NGC 6272
NGC 6272 ist eine 14,8 mag helle Spiralgalaxie vom Hubble-Typ Sab im Sternbild Herkules. Sie ist schätzungsweise 477 Millionen Lichtjahre von der Milchstraße entfernt.
Sie wurde am 28. Juni 1864 von Albert Marth entdeckt.